# (13229) Echion
(13229) Echion ist ein Asteroid aus der Gruppe der Jupiter-Trojaner. Damit werden Asteroiden bezeichnet, die auf den Lagrange-Punkten auf der Bahn des Planeten Jupiter um die Sonne laufen. Er ist dem Lagrange-Punkt L4 zugeordnet, das heißt (13229) Echion läuft Jupiter in dessen Umlaufbahn um die Sonne um 60° voraus.
Der Asteroid wurde am 2. November 1997 von dem tschechischen Astronomenehepaar Jana Tichá und Miloš Tichý am Kleť-Observatorium (IAU-Code 046) bei Český Krumlov entdeckt. Unbestätigte Sichtungen von (13229) Echion hatte es schon im März 1978 (1978 EG9) am Palomar-Observatorium in Kalifornien gegeben.
(13229) Echion wurde nach Echion benannt. Echion war im Trojanischen Krieg einer der Griechen, die sich im Trojanischen Pferd versteckten. Er wurde getötet, als er heraussprang. Die Benennung erfolgte am 23. Mai 2000. Vorauseilende Trojaner werden nach griechischen Helden benannt. Die Echion Linea hingegen, eine mehr als 1000 Kilometer lange Furche (Linea) auf dem Jupitermond Europa, wurde 1985 nach dem Sparten Echion benannt.